# Edvard Fazer
Edvard Alexander Fazer (Hèlsinki, 29 de juliol, 1861, - Idem. 26 de juny, 1943), va ser un pianista, empresari i director d'òpera finlandès.

## Biografia
El seu pare era un peler d'origen suís, Eduard Fazer, i la seva mare era Anna Dorothea Haunhardt. Els germans d'Edvard Fazer eren Max Fazer, fabricant i majorista de sucre, Karl Fazer, assessor comercial i fundador d'Oy Karl Fazer Ab, Konrad Fazer (1864–1940), fundador de la botiga de música de Fazer (1897) i Naema Fazer, pianista (1869–1951). El marit de Naema Fazer era Willie Burmester (1869−1933), un famós violinista alemany que sovint actuava a Finlàndia.

## Carrera
Edvard Fazer va estudiar piano a Sant Petersburg, Viena, Weimar i Berlín. A Weimar, el professor de Fazer va ser Bernhard Stavenhagen, que al seu torn havia estat alumne de Franz Liszt. Inicialment, Fazer va treballar com a acompanyant de concerts tant a casa com a l'estranger, i va fundar la botiga de música Fazer a Hèlsinki i més tard (1897) una agència de concerts. Gràcies a les connexions que va establir durant els seus viatges a l'estranger, Fazer va poder portar a Hèlsinki diversos dels principals artistes escènics de l'època a principis del segle xx. Després que Edvard Fazer va deixar el càrrec de director de l'oficina de concerts, va ser substituït per Helge Mörck, i després de la seva mort el 1924, l'oficina de concerts es va incorporar com a sub-departament de la botiga de música de Fazer el 1925.
Més tard es va convertir en empresari i va ser una de les figures més centrals de la vida de l'òpera finlandesa. El 1911, ell i Aino Ackté van fundar un escenari d'òpera a Hèlsinki (Suomalainen Ooppera), que es va convertir en l'Òpera Nacional de Finlandia. Va exercir com a director de l'òpera fins al 1938.
Va organitzar gires pel teatre Mariinsky entre 1908 i 1910 a Hèlsinki, Estocolm, Copenhaguen i Berlín. Hi va haver un total de 70 actuacions.